# Deppea rupicola
Deppea rupicola är en måreväxtart som beskrevs av Attila L. Borhidi och K.Velasco. Deppea rupicola ingår i släktet Deppea och familjen måreväxter. Inga underarter finns listade i Catalogue of Life.